# ヴィルヘルム・ケンプ

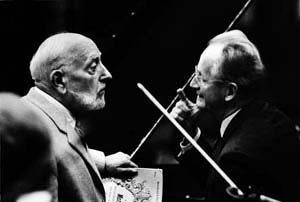
エルネスト・アンセルメ（左）とケンプ（1965年）

ヴィルヘルム・ケンプ（Wilhelm Kempff, 1895年11月25日 - 1991年5月23日）は、ドイツのピアニスト、オルガニスト、作曲家、教育者。

## 生涯

### 幼少期からヴァイマル共和国時代
ブランデンブルク州ユーターボークに生まれる。父親がポツダムのニコライ教会オルガニストに就任したのちは、幼時よりピアノ、オルガンを学び、卓越した才能を示した。ベルリン音楽大学でロベルト・カーン（作曲）とカール・ハインリヒ・バルト（ピアノ）に師事し、1917年にはピアノ組曲の作曲によりメンデルスゾーン賞を受賞、1918年にアルトゥル・ニキシュ指揮ベルリン・フィルハーモニー管弦楽団とベートーヴェンのピアノ協奏曲第4番で協演した。1920年にはシベリウスの招きで北欧を歴訪、スウェーデン王室よりLitteris et Artibus勲章を授与された。この年にはドイツ・グラモフォンにベートーヴェンのエコセーズWoO.86およびバガテル集Op.33-5を初録音している。1924年から1929年にはマックス・フォン・パウアーの後任としてシュトゥットガルト音楽大学の学長を務めた後、1931年にはポツダムの大理石宮殿で、マックス・フォン・シリングス、オイゲン・ダルベール、エトヴィン・フィッシャー、エドゥアルト・エルトマン、エリー・ナイ、ゲオルク・クーレンカンプらと共同でサマークラスを開催した。1932年にはベルリンのプロイセン芸術協会の正会員となり、ドイツ楽壇の中心的役割を担うようになった。
1930年代にはベートーヴェンのピアノソナタ全集録音の2人目 の挑戦者として話題をあつめた。この録音は1920年代から1940年代まで続いたが、全曲録音はできなかった。当時の彼の肩書は「オペラ作曲家」であり、ピアノ演奏が副業であった。後年の印象と違い、1920年代の基本設定テンポは協奏曲においてもかなり速い。

### ナチス・ドイツ時代
ナチスの台頭後、既にプロイセン芸術協会の会員であったケンプは、1933年に十字勲章（Ritterkreuz des Griechischen Erlöserordens）を授与されている。ケンプ自身は他のドイツに残った芸術家と比べても積極的に「ナチス寄り」の発言をすることはなかったが、それでもナチスを逃れ亡命したドイツ人芸術家に批判的な言葉を投げかけたり、1936年に当時のドイツ文化使節として初来日した。戦時中の演奏会は、1940年にアーヘンでカラヤンと協演、1943年にはパリのベートーヴェン・フェスティバルに、エリー・ナイ、アルフレッド・コルトー、ジネット・ヌヴー、ヘルマン・アーベントロートと共に出演した。
この時期も定期的に録音を残しており、ベートーヴェンのピアノ・ソナタ集（後期：1935-1936年、初期：1940年、中期：1943年）、ピアノ協奏曲第3～5番（1942年）などを吹き込んでいる。戦後まもない1945年10月にハンブルク放送局でのリサイタル収録も存在する。1944年にナチス政権のプロパガンダのため兵役免除リストに載っていたにも関わらず、1945年にはベルリンの国民突撃隊として招集されたため、バイエルンのツルナウ城に避難しそこで終戦を迎えた。
この時期に作曲家人生をほぼあきらめざるを得なくなり、専業ピアニストとしての活動にシフトすることとなった。オペラ作曲は1940年代で途絶えることになった。

### 第二次世界大戦後
ケンプは戦後、ナチス時代の経歴のため、ナチスに協力したと疑われ、演奏会が開けない時期もあった。戦犯容疑の解けた1950年代にはベートーヴェンのピアノソナタ全集をモノラルでリリースした。
生前はドイツ・グラモフォンの専属アーチストとしてスタジオ録音で評価されたが、フルニエとライブ録音したベートーヴェンのチェロ・ソナタ全集が1964年にリリースされた他、生誕100周年の1995年を境に世界各地の放送局に残されたライブ録音 も聴けるようになった。アルフレート・ブレンデルはマルチン・マイヤーとの対談集「The Veil of Order（2002年）」で、「（ケンプは）まさしくそよ風で鳴るエオリアンハープのように、心の赴くままに演奏した。あなたはそれが（霊のように）どこから生まれどこに行くのか知らない。」とする一方で、ケンプを彼の世代で「もっともリズミカルな」ピアニストとみなし、リストのピアノ曲「小鳥に説教するアッシジの聖フランチェスコ」（1950年、英デッカ収録）をミスタッチなしで録音することに成功した最初のピアニストとして評価している。

### 晩年
1991年5月23日、イタリアのポジターノでパーキンソン病のため95歳の生涯を閉じた。その数年前の引退の際には「もう私は、病気のため弾けません」であったと伝えられる。
ケンプは親日家であり、1936年の初来日以来、10回も来日した同時代の「巨匠」は他にいなかった。古くはあらゑびす著「名曲決定盤」にベートーヴェンのピアノ・ソナタについて紹介されたほか、1954年には広島平和記念聖堂でのオルガン除幕式に伴い録音を行い、被爆者のために売り上げを全額寄付している。調律師も大石雪治という日本人を起用していた。1970年にはベートーヴェン生誕200周年記念で来日し、ピアノソナタおよびピアノ協奏曲の全曲演奏会を森正 とともに行った。自叙伝 の『日本語版への序文』では、「（日本に接して）最もすばらしかったのは、相互に愛情が生まれたことでした」と述べている。

### 没後
CD時代となった1990年代以後、ヒストリカル・レコーディングの復興が爆発的に進み、ケンプも1920年代の演奏から復刻されることが相次いだ。香港マルコポーロからは、ケンプのピアノ作品がまとめてリリースされた。日本ではピアノソナタ全集ライブがボックスで発売されるなど、いまだに人気が強い。

## 録音
ケンプは大バッハからブラームスにいたるドイツ古典派、ロマン派の作品を得意のレパートリーとしていた。1920年の初録音以来、60年余りの長きにわたる演奏活動で録音も数多く、1950年代の一時期に英デッカで何枚かのロマン派作品のアルバムを製作したことを例外として、一貫して戦後ドイツ・グラモフォンに録音を行った。主要な業績としてベートーヴェンのピアノ協奏曲は2種類、ピアノソナタの全集が、1920年代から40年代に吹き込まれた未完の78回転、1950年代のモノラル(スタジオ)、1960年代モノラル(ライブ)、ステレオ(スタジオ)の4種類が残されている。
ピエール・フルニエと組んだベートーヴェンのチェロソナタ全集と、ヴォルフガング・シュナイダーハンと組んだベートーヴェンのヴァイオリンソナタの全集も極めて評価が高い。また、それらが広く演奏されるようになる前、1960年代にシューベルトのピアノソナタを世界で初めて全集として録音した。ドイツの音楽家としての責務からか、ベートーヴェンとシューベルトのオーダーが多かったようだが、ショパンやリスト、フォーレ、自作の録音も現存する。

## 教育
彼の弟子にはイディル・ビレットがおり、ビレットはケンプの作品をまとめて録音した。ビレットもベートーヴェンのピアノソナタ、協奏曲、交響曲(リスト編)の全曲を吹き込み、ベートーヴェン弾きとして世に出た。カルメン・ピアッツィーニは彼の晩期の弟子に相当するピアニストであるが、彼女はベートーヴェンではなく、ハイドンとモーツァルトのピアノソナタ全集の達成者である。

## 作曲作品

### 舞台作品
- Mysterium von der Geburt des Herrn (op. 22; 1925). Szenisches Oratorium. Libretto: ?
- Die Flöte von Sanssouci (op. 35; 1928). Oper. Libretto: Herman Hefele. UA der Ouvertüre: 1929 Stuttgart (Dirigent: Wilhelm Kempff)
- König Midas (op. 33). Oper in einem Akt. Libretto: Wilhelm Kempff (nach Christoph Martin Wieland). UA 1931 Königsberg
- Familie Gozzi (op. 39). Oper in 3 Akten. Libretto: Wilhelm Kempff (nach Erich Noetker). UA 1934 Stettin - ベニート・ムッソリーニに献呈された。[8]
- Deutsches Schicksal (op. 40). Dramatische Kantate. Libretto: nach Texten von Ernst Wiechert. UA 1937 Remscheid; 1938 verboten
- Die Fasnacht von Rottweil (op. 41). Oper in 3 Akten. Libretto: Wilhelm Kempff. UA 1937 Hannover (Dirigent: Rudolf Krasselt)
- Der Spiegel des Hamlet (op. 66; 1947). Ballett. UA 1947 Hamburg
- Die Krönung der Toten. Oper (Fragment, 1947)

### 声楽曲
- Psalm 84. (op. 1; 1913/1914) UA Königlicher Hof- und Domchor Berlin
- Lieder (op. 7). Texte: Gottfried Keller, Heinrich Seidel, Joseph von Eichendorff

1. Abendlied (Keller) – 2. ? – 3. Die Amsel (Seidel) – 4. Frühlingsgruß (Eichendorff)
- Lieder (op. 16; 1923). Texte: Heinrich Heine, Bjørnstjerne Bjørnson, Richard Dehmel

1. Der Fichtenbaum (Heine) – 2. Nun habe Dank (Bjørnson; deutsch von: ?) – 3. Lied des Gefangenen (Heine) – 4. Erntelied (Richard Dehmel)
- Te Deum (op. 26; 1925) für Chor, Blechbläser, Pauke und Orgel. UA Staats- und Domchor Berlin
- Abendphantasie (op. 27; 1926) für Gesang, Viola und Orgel. Texte: Hans Peter Eisenmann
- Lieder (op. 52). Texte: Conrad Ferdinand Meyer (u.a.?)
- Lieder (op. 53). Texte: Conrad Ferdinand Meyer (u.a.?)
- Lieder (op. 55). Texte: Conrad Ferdinand Meyer (u.a.?)
- Lieder (op. 56). Texte: Conrad Ferdinand Meyer (u.a.?)
- Lieder (op. 61; 1947). Texte: Johann Wolfgang von Goethe (u.a.?)
- Lieder (op. 62; 1947). Texte: Johann Wolfgang von Goethe (u.a.?)
- Lieder (op. 63; 1947). Texte: Johann Wolfgang von Goethe (u.a.?)
- Gesänge des Euripides. UA 1947 Hamburg (Musikhalle; Diana Eustrati Gesang, Wilhelm Kempff Klavier)

### 管弦楽作品
- Symphonie Nr. 1 Es-Dur („Tannenberg-Sinfonie“: gewidmet dem Generalfeldmarschall Paul von Hindenburg) (1915) für großes Orchester und mehrere Klaviere
- Klavierkonzert b-moll (1915)
- Ouvertüre zu Kleists „Hermannsschlacht“. UA 1917 Berlin (Beethovensaal; Berliner Philharmoniker, Dirigent: Hermann Henze)
- Das verlorene Paradies (1921). Symphonische Dichtung
- Divertimento (1923?)
- Symphonie Nr. 2 d-moll (op. 19). UA 1924 Leipzig (Gewandhaus; Gewandhausorchester, Dirigent: Wilhelm Furtwängler)
- Ein Totentanz (op. 37; 1931). Konzert in Suitenform für Klavier, Streichorchester, Schlagzeug und gemischten Chor. Text: ?. UA 1932 Berlin (Ufa-Palast; Dirigent: Max von Schillings)
- Violinkonzert g-moll (op. 38). UA 1932 Darmstadt (Georg Kulenkampff Violine; Dirigent: Hans Schmidt-Isserstedt)
- Arkadische Suite (op. 42) für Orchester. UA 1939 in Dresden
- Legende (op. 65; 1947) für Klavier und Orchester. UA 1947 Hannover (Dirigent: Franz Konwitschny)
- Epitaph (op. 72,1). Suite für Streichorchester. UA 1959 Mainz (Stadttheater; Dirigent: Wilhelm Kempff)
- Positano-Suite (op. 73,1; 1958) für Streichorchester

### ピアノ作品
- Klaviersonate Fis-Dur (1912?)
- Meerespsalm (op. 9). Fantasie d-moll
- Zwei Klavierfantasien (op. 12; 1921)
- Lyrische Suite (op. 17,1)
- Rhapsodisches Praeludium (op. 44)
- Klaviersonate g-moll (op. 47; 1944–1947)
- Fränkisches Bilderbuch (op. 48). 6 Klavierstücke. UA 1947 Hamburg (Musikhalle)
- Italienische Suite (op. 68)
- Choral
- Argentinisches Ständchen
- Schwedische Hochzeitsmusik
- Russischer Ostermorgen
- Hausmusikbuch
- La Notte. Fantasie (nach der Oper Familie Gozzi)

### 室内楽
- Violinsonate A-Dur. UA 1911
- Klaviertrio g-moll (1911)
- Streichquartett d-moll (1914). UA 1917 Berlin
- Quartett G-Dur (op. 15; 1919/20) für Flöte, Violine, Violoncello und Klavier
- Musik im Frühling (op. 29)
- Streichquartett d-moll (op. 45,1; 1942)
- Streichquartett Es-Dur (op. 45,2)

### 編曲
- バッハの作品をピアノ小品として編曲したものを残している。

### 日本で出版されたもの
- Wilhelm Kempff, 'Unter dem Zimbelstern - Jugenderinnerungen eines Pianisten -', Laaber - Verlag, 1978. 『鳴り響く星のもとに － ヴィルヘルム・ケンプ青春回想録』・土田修代訳・白水社、1981年。
- 木村敏 『精神医学から臨床哲学へ』・ミネルヴァ書房、2010年。
- アルフレート・ブレンデル・『音楽のなかの言葉』
- 小石忠男『世界の名ピアニスト』音楽之友社、1978年。全国書誌番号:78003180。

### ケンプ著
- Mein erstes Frontkonzert, in: Die Musik 32. Jg. 1939-40, 1. Halbjahr, Heft 1, S. 10-11
- Unter dem Zimbelstern: das Werden eines Musikers. Stuttgart: Engelhornverl., 1951
  - Neuausgabe als Taschenbuch mit dem Untertitel Jugenderinnerungen eines Pianisten. München: Piper, 1985. ISBN 3-492-00746-5
  - Französische Ausgabe: Cette note grave: les années d'apprentissage d'un musicien. Paris: Plon, 1955.
- Was ich hörte, was ich sah: Reisebilder eines Pianisten. München: Piper, 1981
  - Neuausgabe als Taschenbuch: München: Piper, 1985. ISBN 3-492-00691-4.

### ケンプについて書かれたもの
- Roger Hauert (Fotos) und Bernard Gavoty (Text): Wilhelm Kempff. Genf: Kister, 1954. (Die grossen Interpreten)
- Klaus Linsenmeyer: Wilhelm Kempff: Lebensskizzen eines großen Pianisten. Wilhelmshaven: Noetzel, 2006. ISBN 3-7959-0849-3
- Fred K. Prieberg: Handbuch Deutsche Musiker 1933–1945. Kiel 2004, CD-ROM Lexikon, S. 3619–3622.
- Ernst Klee: Kempff, Wilhelm. In: Das Kulturlexikon zum Dritten Reich. Wer war was vor und nach 1945. S. Fischer, Frankfurt am Main 2007, S. 301. ISBN 978-3-10-039326-5.
- „Ich bin kein Romantiker“: der Pianist Wilhelm Kempff 1895–1991 ; Dokumente zu Leben und Werk. [Eine Ausstellung der Akademie der Künste, Berlin, in Kooperation mit dem Haus der Brandenburgisch-Preußischen Geschichte, Potsdam, Potsdam, 22. November 2008 bis 1. Februar 2009] / Im Auftr. der Akademie der Künste hrsg. von Werner Grünzweig… [Autoren: Werner Grünzweig…]. Hofheim: Wolke, 2008. ISBN 978-3-936000-49-8
- Jan Brachmann: Beethovens Luftgeist nimmt das Pedal nicht politisch. Frankfurter Allgemeine Zeitung, 16. Dezember 2008
- Danteの「10枚組ベートーヴェンチクルス」に寄せられたライナーノート。